# Lista över fornlämningar i Hörby kommun
Lista över fornlämningar i Hörby kommun är en förteckning av ett urval av de fornlämningar som finns i Hörby kommun.

## Fulltofta
| Namn                                      | Lämningstyp                 | Tillkomsttid | Historisk indelning | Plats | Läge                 | ID-nr          | Bild                                      |
| ----------------------------------------- | --------------------------- | ------------ | ------------------- | ----- | -------------------- | -------------- | ----------------------------------------- |
| Nunnäs gravfält (Grykull) (Fulltofta 2:1) | Gravfält                    |              | Fulltofta, Skåne    |       | 55.880257, 13.584159 | 10122800020001 | Ladda upp en till bild av detta fornminne |
| Fulltofta 3:1                             | Grav markerad av sten/block |              | Fulltofta, Skåne    |       | 55.880345, 13.583463 | 10122800030001 | Ladda upp en bild av detta fornminne      |
| Fulltofta 5:1                             | Stensättning                |              | Fulltofta, Skåne    |       | 55.884957, 13.614855 | 10122800050001 | Ladda upp en bild av detta fornminne      |
| Fulltofta 6:1                             | Stensättning                |              | Fulltofta, Skåne    |       | 55.895586, 13.615255 | 10122800060001 | Ladda upp en bild av detta fornminne      |
| Fulltofta 7:1                             | Stensättning                |              | Fulltofta, Skåne    |       | 55.897753, 13.609824 | 10122800070001 | Ladda upp en bild av detta fornminne      |
| Fulltofta 7:2                             | Stensättning                |              | Fulltofta, Skåne    |       | 55.897703, 13.609555 | 10122800070002 | Ladda upp en bild av detta fornminne      |
| Fulltofta 10:1                            | Hög                         |              | Fulltofta, Skåne    |       | 55.894058, 13.591663 | 10122800100001 | Ladda upp en bild av detta fornminne      |
| Kistekull (Fulltofta 11:1)                | Hög                         |              | Fulltofta, Skåne    |       | 55.893821, 13.588943 | 10122800110001 | Ladda upp en bild av detta fornminne      |
| Kistekull (Fulltofta 11:2)                | Hög                         |              | Fulltofta, Skåne    |       | 55.894035, 13.588851 | 10122800110002 | Ladda upp en bild av detta fornminne      |
| Fulltofta 12:1                            | Hög                         |              | Fulltofta, Skåne    |       | 55.864404, 13.619857 | 10122800120001 | Ladda upp en bild av detta fornminne      |
| Fulltofta 13:1                            | Hög                         |              | Fulltofta, Skåne    |       | 55.893051, 13.585629 | 10122800130001 | Ladda upp en bild av detta fornminne      |
| Fulltofta 15:1                            | Stensättning                |              | Fulltofta, Skåne    |       | 55.891459, 13.578046 | 10122800150001 | Ladda upp en bild av detta fornminne      |
| Fulltofta 16:1                            | Hög                         |              | Fulltofta, Skåne    |       | 55.888930, 13.578815 | 10122800160001 | Ladda upp en bild av detta fornminne      |
| Fulltofta 19:1                            | Stensättning                |              | Fulltofta, Skåne    |       | 55.892601, 13.647654 | 10122800190001 | Ladda upp en bild av detta fornminne      |
| Fulltofta 20:1                            | Gravfält                    |              | Fulltofta, Skåne    |       | 55.882065, 13.648858 | 10122800200001 | Ladda upp en till bild av detta fornminne |
| Fulltofta 21:1                            | Gravfält                    |              | Fulltofta, Skåne    |       | 55.883415, 13.647154 | 10122800210001 | Ladda upp en bild av detta fornminne      |
| Fulltofta 23:1                            | Stensättning                |              | Fulltofta, Skåne    |       | 55.877021, 13.654720 | 10122800230001 | Ladda upp en bild av detta fornminne      |
| Fulltofta 24:1                            | Stensättning                |              | Fulltofta, Skåne    |       | 55.877375, 13.657466 | 10122800240001 | Ladda upp en bild av detta fornminne      |
| Fulltofta 25:1                            | Stensättning                |              | Fulltofta, Skåne    |       | 55.864875, 13.636333 | 10122800250001 | Ladda upp en bild av detta fornminne      |
| Fulltofta 26:1                            | Stensättning                |              | Fulltofta, Skåne    |       | 55.863948, 13.646434 | 10122800260001 | Ladda upp en bild av detta fornminne      |
| Fulltofta 30:1                            | Grav markerad av sten/block |              | Fulltofta, Skåne    |       | 55.909752, 13.579636 | 10122800300001 | Ladda upp en bild av detta fornminne      |
| Fulltofta 31:1                            | Stensättning                |              | Fulltofta, Skåne    |       | 55.908837, 13.579240 | 10122800310001 | Ladda upp en bild av detta fornminne      |
| Fulltofta 43:1                            | Hällristning                |              | Fulltofta, Skåne    |       | 55.862953, 13.634811 | 10122800430001 | Ladda upp en bild av detta fornminne      |
| Fulltofta 54:1                            | Stensättning                |              | Fulltofta, Skåne    |       | 55.873008, 13.628848 | 10122800540001 | Ladda upp en bild av detta fornminne      |
| Fulltofta 84:1                            | Gravfält                    |              | Fulltofta, Skåne    |       | 55.890793, 13.575318 | 10122800840001 | Ladda upp en bild av detta fornminne      |
| Fulltofta 101:1                           | Stensättning                |              | Fulltofta, Skåne    |       | 55.873090, 13.655945 | 10122801010001 | Ladda upp en bild av detta fornminne      |
| Fulltofta 101:2                           | Stensättning                |              | Fulltofta, Skåne    |       | 55.873146, 13.655542 | 10122801010002 | Ladda upp en bild av detta fornminne      |
| Fulltofta 103:1                           | Stenkrets                   |              | Fulltofta, Skåne    |       | 55.882231, 13.652082 | 10122801030001 | Ladda upp en bild av detta fornminne      |
| Fulltofta 103:2                           | Stenkrets                   |              | Fulltofta, Skåne    |       | 55.882337, 13.651981 | 10122801030002 | Ladda upp en bild av detta fornminne      |
| Fulltofta 103:3                           | Grav markerad av sten/block |              | Fulltofta, Skåne    |       | 55.882381, 13.652474 | 10122801030003 | Ladda upp en bild av detta fornminne      |
| Fulltofta 110:1                           | Röse                        |              | Fulltofta, Skåne    |       | 55.902121, 13.653649 | 10122801100001 | Ladda upp en bild av detta fornminne      |
| Fulltofta 111:1                           | Röse                        |              | Fulltofta, Skåne    |       | 55.904060, 13.646377 | 10122801110001 | Ladda upp en bild av detta fornminne      |
| Fulltofta 114:1                           | Röse                        |              | Fulltofta, Skåne    |       | 55.899649, 13.635142 | 10122801140001 | Ladda upp en bild av detta fornminne      |
| Fulltofta 142:1                           | Stensättning                |              | Fulltofta, Skåne    |       | 55.879024, 13.651366 | 10122801420001 | Ladda upp en bild av detta fornminne      |
| Fulltofta 143:1                           | Stensättning                |              | Fulltofta, Skåne    |       | 55.883562, 13.651341 | 10122801430001 | Ladda upp en bild av detta fornminne      |
| Fulltofta 144:1                           | Stensättning                |              | Fulltofta, Skåne    |       | 55.880737, 13.644223 | 10122801440001 | Ladda upp en bild av detta fornminne      |
| Fulltofta 147:1                           | Röse                        |              | Fulltofta, Skåne    |       | 55.874507, 13.642172 | 10122801470001 | Ladda upp en bild av detta fornminne      |
| Fulltofta 156:1                           | Stensättning                |              | Fulltofta, Skåne    |       | 55.900945, 13.638098 | 10122801560001 | Ladda upp en bild av detta fornminne      |
| Fulltofta 157:1                           | Hällristning                |              | Fulltofta, Skåne    |       | 55.902453, 13.635762 | 10122801570001 | Ladda upp en bild av detta fornminne      |
| Fulltofta 157:2                           | Hällristning                |              | Fulltofta, Skåne    |       | 55.902602, 13.635823 | 10122801570002 | Ladda upp en bild av detta fornminne      |
| Fulltofta 161:1                           | Hällristning                |              | Fulltofta, Skåne    |       | 55.907680, 13.634354 | 10122801610001 | Ladda upp en bild av detta fornminne      |
| Fulltofta 164:1                           | Stensättning                |              | Fulltofta, Skåne    |       | 55.905674, 13.612012 | 10122801640001 | Ladda upp en bild av detta fornminne      |
| Fulltofta 164:2                           | Stensättning                |              | Fulltofta, Skåne    |       | 55.905746, 13.611635 | 10122801640002 | Ladda upp en bild av detta fornminne      |
| Fulltofta 164:3                           | Stensättning                |              | Fulltofta, Skåne    |       | 55.905696, 13.611115 | 10122801640003 | Ladda upp en bild av detta fornminne      |
| Fulltofta 164:4                           | Stensättning                |              | Fulltofta, Skåne    |       | 55.905400, 13.611646 | 10122801640004 | Ladda upp en bild av detta fornminne      |
| Fulltofta 174:1                           | Röse                        |              | Fulltofta, Skåne    |       | 55.894351, 13.671081 | 10122801740001 | Ladda upp en bild av detta fornminne      |
| Fulltofta 174:2                           | Stensättning                |              | Fulltofta, Skåne    |       | 55.893840, 13.670645 | 10122801740002 | Ladda upp en bild av detta fornminne      |
| Fulltofta 175:1                           | Stensättning                |              | Fulltofta, Skåne    |       | 55.894613, 13.673083 | 10122801750001 | Ladda upp en bild av detta fornminne      |
| Fulltofta 177:1                           | Stensättning                |              | Fulltofta, Skåne    |       | 55.898554, 13.681078 | 10122801770001 | Ladda upp en bild av detta fornminne      |
| Fulltofta 178:1                           | Stensättning                |              | Fulltofta, Skåne    |       | 55.902122, 13.683757 | 10122801780001 | Ladda upp en bild av detta fornminne      |
| Fulltofta 179:1                           | Röse                        |              | Fulltofta, Skåne    |       | 55.902951, 13.682224 | 10122801790001 | Ladda upp en bild av detta fornminne      |
| Fulltofta 179:2                           | Stensättning                |              | Fulltofta, Skåne    |       | 55.903110, 13.682498 | 10122801790002 | Ladda upp en bild av detta fornminne      |
| Fulltofta 179:3                           | Stensättning                |              | Fulltofta, Skåne    |       | 55.903379, 13.682031 | 10122801790003 | Ladda upp en bild av detta fornminne      |
| Fulltofta 182:1                           | Hällristning                |              | Fulltofta, Skåne    |       | 55.899632, 13.652275 | 10122801820001 | Ladda upp en bild av detta fornminne      |
| Fulltofta 183:1                           | Hällristning                |              | Fulltofta, Skåne    |       | 55.898238, 13.657214 | 10122801830001 | Ladda upp en bild av detta fornminne      |
| Fulltofta 188:1                           | Stensättning                |              | Fulltofta, Skåne    |       | 55.887860, 13.686885 | 10122801880001 | Ladda upp en bild av detta fornminne      |
| Fulltofta 189:1                           | Hällristning                |              | Fulltofta, Skåne    |       | 55.888498, 13.711317 | 10122801890001 | Ladda upp en bild av detta fornminne      |
| Fulltofta 190:1                           | Stensättning                |              | Fulltofta, Skåne    |       | 55.885701, 13.709857 | 10122801900001 | Ladda upp en bild av detta fornminne      |
| Fulltofta 197:1                           | Stensättning                |              | Fulltofta, Skåne    |       | 55.865748, 13.640211 | 10122801970001 | Ladda upp en bild av detta fornminne      |
| Fulltofta 223:1                           | Stensättning                |              | Fulltofta, Skåne    |       | 55.894381, 13.681110 | 10122802230001 | Ladda upp en bild av detta fornminne      |
| Fulltofta 232:1                           | Stensättning                |              | Fulltofta, Skåne    |       | 55.916511, 13.639084 | 10122802320001 | Ladda upp en bild av detta fornminne      |
| Fulltofta 271:1                           | Röse                        |              | Fulltofta, Skåne    |       | 55.882510, 13.639762 | 10122802710001 | Ladda upp en bild av detta fornminne      |
| Fulltofta 277:1                           | Röse                        |              | Fulltofta, Skåne    |       | 55.893426, 13.635865 | 10122802770001 | Ladda upp en bild av detta fornminne      |
| Fulltofta 278:1                           | Kvarn                       |              | Fulltofta, Skåne    |       | 55.894773, 13.643540 | 10122802780001 | Ladda upp en bild av detta fornminne      |
| Fulltofta 283:1                           | Röse                        |              | Fulltofta, Skåne    |       | 55.898323, 13.660123 | 10122802830001 | Ladda upp en bild av detta fornminne      |
| Fulltofta 284:1                           | Stensättning                |              | Fulltofta, Skåne    |       | 55.896304, 13.657999 | 10122802840001 | Ladda upp en bild av detta fornminne      |
| Fulltofta 285:1                           | Röse                        |              | Fulltofta, Skåne    |       | 55.900458, 13.653838 | 10122802850001 | Ladda upp en bild av detta fornminne      |
| Fulltofta 286:1                           | Stensättning                |              | Fulltofta, Skåne    |       | 55.887255, 13.646710 | 10122802860001 | Ladda upp en bild av detta fornminne      |
| Fulltofta 287:1                           | Röse                        |              | Fulltofta, Skåne    |       | 55.879133, 13.647087 | 10122802870001 | Ladda upp en bild av detta fornminne      |
| Fulltofta 288:1                           | Röse                        |              | Fulltofta, Skåne    |       | 55.878607, 13.649535 | 10122802880001 | Ladda upp en bild av detta fornminne      |
| Fulltofta 293                             | Stensättning                |              | Fulltofta, Skåne    |       | 55.885118, 13.615382 | 12000000127891 | Ladda upp en bild av detta fornminne      |
| Hörby 114:1                               | Stensättning                |              | Fulltofta, Skåne    |       | 55.866906, 13.651838 | 10127001140001 | Ladda upp en bild av detta fornminne      |

## Hörby
| Namn                                 | Lämningstyp                 | Tillkomsttid | Historisk indelning | Plats | Läge                 | ID-nr          | Bild                                 |
| ------------------------------------ | --------------------------- | ------------ | ------------------- | ----- | -------------------- | -------------- | ------------------------------------ |
| Hörby 1:1                            | Gravfält                    |              | Hörby, Skåne        |       | 55.866268, 13.675647 | 10127000010001 | Ladda upp en bild av detta fornminne |
| Hörby 2:1                            | Stenkrets                   |              | Hörby, Skåne        |       | 55.856464, 13.649996 | 10127000020001 | Ladda upp en bild av detta fornminne |
| Hörby 6:1                            | Stensättning                |              | Hörby, Skåne        |       | 55.858647, 13.641809 | 10127000060001 | Ladda upp en bild av detta fornminne |
| Hörby 8:1                            | Stensättning                |              | Hörby, Skåne        |       | 55.858302, 13.643106 | 10127000080001 | Ladda upp en bild av detta fornminne |
| Hörby 8:2                            | Stensättning                |              | Hörby, Skåne        |       | 55.858349, 13.642768 | 10127000080002 | Ladda upp en bild av detta fornminne |
| Hörby 9:1                            | Stensättning                |              | Hörby, Skåne        |       | 55.856986, 13.648003 | 10127000090001 | Ladda upp en bild av detta fornminne |
| Hörby 9:2                            | Stenkrets                   |              | Hörby, Skåne        |       | 55.856991, 13.648274 | 10127000090002 | Ladda upp en bild av detta fornminne |
| Hörby 9:3                            | Stenkrets                   |              | Hörby, Skåne        |       | 55.856885, 13.648376 | 10127000090003 | Ladda upp en bild av detta fornminne |
| Hörby 9:4                            | Stensättning                |              | Hörby, Skåne        |       | 55.856879, 13.648568 | 10127000090004 | Ladda upp en bild av detta fornminne |
| Hörby 10:1                           | Stensättning                |              | Hörby, Skåne        |       | 55.857101, 13.646894 | 10127000100001 | Ladda upp en bild av detta fornminne |
| Hörby 10:2                           | Stensättning                |              | Hörby, Skåne        |       | 55.857169, 13.646635 | 10127000100002 | Ladda upp en bild av detta fornminne |
| Hörby 15:1                           | Stensättning                |              | Hörby, Skåne        |       | 55.853224, 13.693122 | 10127000150001 | Ladda upp en bild av detta fornminne |
| Hörby 15:2                           | Stensättning                |              | Hörby, Skåne        |       | 55.853111, 13.692824 | 10127000150002 | Ladda upp en bild av detta fornminne |
| Offerstenen (i folkmun) (Hörby 18:1) | Hällristning                |              | Hörby, Skåne        |       | 55.834067, 13.677337 | 10127000180001 | Ladda upp en bild av detta fornminne |
| Hörby 19:1                           | Stensättning                |              | Hörby, Skåne        |       | 55.840858, 13.665853 | 10127000190001 | Ladda upp en bild av detta fornminne |
| Stigahög (Hörby 20:1)                | Hög                         |              | Hörby, Skåne        |       | 55.843059, 13.698097 | 10127000200001 | Ladda upp en bild av detta fornminne |
| Stigahög (Hörby 20:2)                | Hög                         |              | Hörby, Skåne        |       | 55.842979, 13.697638 | 10127000200002 | Ladda upp en bild av detta fornminne |
| Hörby 53:1                           | Hög                         |              | Hörby, Skåne        |       | 55.844259, 13.672372 | 10127000530001 | Ladda upp en bild av detta fornminne |
| Hörby 71:1                           | Stensättning                |              | Hörby, Skåne        |       | 55.849536, 13.697538 | 10127000710001 | Ladda upp en bild av detta fornminne |
| Hörby 75:1                           | Stensättning                |              | Hörby, Skåne        |       | 55.835795, 13.678025 | 10127000750001 | Ladda upp en bild av detta fornminne |
| Hörby 75:2                           | Grav markerad av sten/block |              | Hörby, Skåne        |       | 55.835638, 13.678273 | 10127000750002 | Ladda upp en bild av detta fornminne |
| Hörby 78:1                           | Hög                         |              | Hörby, Skåne        |       | 55.855152, 13.602840 | 10127000780001 | Ladda upp en bild av detta fornminne |
| Hörby 79:1                           | Röse                        |              | Hörby, Skåne        |       | 55.853082, 13.598150 | 10127000790001 | Ladda upp en bild av detta fornminne |
| Hörby 102:1                          | Hög                         |              | Hörby, Skåne        |       | 55.835079, 13.679197 | 10127001020001 | Ladda upp en bild av detta fornminne |
| Hörby 104:1                          | Stensättning                |              | Hörby, Skåne        |       | 55.858973, 13.677630 | 10127001040001 | Ladda upp en bild av detta fornminne |
| Hörby 115:1                          | Stensättning                |              | Hörby, Skåne        |       | 55.873278, 13.688330 | 10127001150001 | Ladda upp en bild av detta fornminne |
| Hörby 120:1                          | Gravfält                    |              | Hörby, Skåne        |       | 55.864403, 13.675941 | 10127001200001 | Ladda upp en bild av detta fornminne |
| Hörby 130:1                          | Stensättning                |              | Hörby, Skåne        |       | 55.851875, 13.706818 | 10127001300001 | Ladda upp en bild av detta fornminne |
| Hörby 141:1                          | Stensättning                |              | Hörby, Skåne        |       | 55.866426, 13.679815 | 10127001410001 | Ladda upp en bild av detta fornminne |
| Hörby 141:2                          | Stensättning                |              | Hörby, Skåne        |       | 55.866210, 13.679492 | 10127001410002 | Ladda upp en bild av detta fornminne |
| Hörby 142:1                          | Stensättning                |              | Hörby, Skåne        |       | 55.860455, 13.680200 | 10127001420001 | Ladda upp en bild av detta fornminne |

## Lyby
| Namn                   | Lämningstyp  | Tillkomsttid | Historisk indelning | Plats | Läge                 | ID-nr          | Bild                                 |
| ---------------------- | ------------ | ------------ | ------------------- | ----- | -------------------- | -------------- | ------------------------------------ |
| Jakobs höjd (Lyby 4:1) | Hällristning |              | Lyby, Skåne         |       | 55.834334, 13.643193 | 10129900040001 | Ladda upp en bild av detta fornminne |
| Lyby 5:1               | Stensättning |              | Lyby, Skåne         |       | 55.843776, 13.638755 | 10129900050001 | Ladda upp en bild av detta fornminne |

## Långaröd
| Namn                      | Lämningstyp      | Tillkomsttid | Historisk indelning | Plats | Läge                 | ID-nr          | Bild                                 |
| ------------------------- | ---------------- | ------------ | ------------------- | ----- | -------------------- | -------------- | ------------------------------------ |
| Långaröd 5:1              | Begravningsplats |              | Långaröd, Skåne     |       | 55.783682, 13.853397 | 10130100050001 | Ladda upp en bild av detta fornminne |
| Bössekull (Långaröd 49:1) | Begravningsplats |              | Långaröd, Skåne     |       | 55.815126, 13.865318 | 10130100490001 | Ladda upp en bild av detta fornminne |

## Svensköp
| Namn                               | Lämningstyp      | Tillkomsttid | Historisk indelning | Plats | Läge                 | ID-nr          | Bild                                 |
| ---------------------------------- | ---------------- | ------------ | ------------------- | ----- | -------------------- | -------------- | ------------------------------------ |
| St Lars (Svensköp 1:1)             | Begravningsplats |              | Svensköp, Skåne     |       | 55.890808, 13.864020 | 10135900010001 | Ladda upp en bild av detta fornminne |
| Svensköps kyrkoruin (Svensköp 1:2) | Kyrka/kapell     |              | Svensköp, Skåne     |       | 55.890848, 13.864168 | 10135900010002 | Ladda upp en bild av detta fornminne |
| Svensköp 19:1                      | Hällristning     |              | Svensköp, Skåne     |       | 55.898797, 13.905277 | 10135900190001 | Ladda upp en bild av detta fornminne |

## Södra Rörum
| Namn             | Lämningstyp      | Tillkomsttid | Historisk indelning | Plats | Läge                 | ID-nr          | Bild                                 |
| ---------------- | ---------------- | ------------ | ------------------- | ----- | -------------------- | -------------- | ------------------------------------ |
| Södra Rörum 1:1  | Gravfält         |              | Södra Rörum, Skåne  |       | 55.905434, 13.706016 | 10136400010001 | Ladda upp en bild av detta fornminne |
| Södra Rörum 3:1  | Röse             |              | Södra Rörum, Skåne  |       | 55.932754, 13.653180 | 10136400030001 | Ladda upp en bild av detta fornminne |
| Södra Rörum 4:1  | Gravfält         |              | Södra Rörum, Skåne  |       | 55.945147, 13.654179 | 10136400040001 | Ladda upp en bild av detta fornminne |
| Södra Rörum 7:1  | Stensättning     |              | Södra Rörum, Skåne  |       | 55.915411, 13.654732 | 10136400070001 | Ladda upp en bild av detta fornminne |
| Södra Rörum 11:1 | Röse             |              | Södra Rörum, Skåne  |       | 55.944046, 13.661790 | 10136400110001 | Ladda upp en bild av detta fornminne |
| Södra Rörum 15:1 | Röse             |              | Södra Rörum, Skåne  |       | 55.917072, 13.669441 | 10136400150001 | Ladda upp en bild av detta fornminne |
| Södra Rörum 22:1 | Röse             |              | Södra Rörum, Skåne  |       | 55.903066, 13.724743 | 10136400220001 | Ladda upp en bild av detta fornminne |
| Södra Rörum 33:1 | Hällristning     |              | Södra Rörum, Skåne  |       | 55.891688, 13.717040 | 10136400330001 | Ladda upp en bild av detta fornminne |
| Södra Rörum 36:1 | Stensättning     |              | Södra Rörum, Skåne  |       | 55.894711, 13.689019 | 10136400360001 | Ladda upp en bild av detta fornminne |
| Södra Rörum 42:1 | Begravningsplats |              | Södra Rörum, Skåne  |       | 55.944530, 13.635549 | 10136400420001 | Ladda upp en bild av detta fornminne |
| Södra Rörum 51:1 | Gravfält         |              | Södra Rörum, Skåne  |       | 55.912872, 13.665585 | 10136400510001 | Ladda upp en bild av detta fornminne |
| Södra Rörum 58:1 | Röse             |              | Södra Rörum, Skåne  |       | 55.950751, 13.651142 | 10136400580001 | Ladda upp en bild av detta fornminne |
| Södra Rörum 59:1 | Hällristning     |              | Södra Rörum, Skåne  |       | 55.950495, 13.656470 | 10136400590001 | Ladda upp en bild av detta fornminne |
| Södra Rörum 68:1 | Hällristning     |              | Södra Rörum, Skåne  |       | 55.910359, 13.668299 | 10136400680001 | Ladda upp en bild av detta fornminne |
| Södra Rörum 69:1 | Stensättning     |              | Södra Rörum, Skåne  |       | 55.909562, 13.673584 | 10136400690001 | Ladda upp en bild av detta fornminne |
| Södra Rörum 71:2 | Stensättning     |              | Södra Rörum, Skåne  |       | 55.901909, 13.691787 | 10136400710002 | Ladda upp en bild av detta fornminne |
| Södra Rörum 72:1 | Stensättning     |              | Södra Rörum, Skåne  |       | 55.895882, 13.692849 | 10136400720001 | Ladda upp en bild av detta fornminne |
| Södra Rörum 73:1 | Stensättning     |              | Södra Rörum, Skåne  |       | 55.904800, 13.707712 | 10136400730001 | Ladda upp en bild av detta fornminne |
| Södra Rörum 74:1 | Stensättning     |              | Södra Rörum, Skåne  |       | 55.905706, 13.716902 | 10136400740001 | Ladda upp en bild av detta fornminne |
| Södra Rörum 74:2 | Stensättning     |              | Södra Rörum, Skåne  |       | 55.906047, 13.716634 | 10136400740002 | Ladda upp en bild av detta fornminne |
| Södra Rörum 76:1 | Stensättning     |              | Södra Rörum, Skåne  |       | 55.897936, 13.723005 | 10136400760001 | Ladda upp en bild av detta fornminne |
| Södra Rörum 76:2 | Stensättning     |              | Södra Rörum, Skåne  |       | 55.897755, 13.722924 | 10136400760002 | Ladda upp en bild av detta fornminne |

## Västerstad
| Namn            | Lämningstyp      | Tillkomsttid | Historisk indelning | Plats | Läge                 | ID-nr          | Bild                                 |
| --------------- | ---------------- | ------------ | ------------------- | ----- | -------------------- | -------------- | ------------------------------------ |
| Västerstad 3:1  | Stensättning     |              | Västerstad, Skåne   |       | 55.771285, 13.640155 | 10140000030001 | Ladda upp en bild av detta fornminne |
| Västerstad 4:1  | Kyrka/kapell     |              | Västerstad, Skåne   |       | 55.772705, 13.648991 | 10140000040001 | Ladda upp en bild av detta fornminne |
| Västerstad 4:2  | Begravningsplats |              | Västerstad, Skåne   |       | 55.772717, 13.648753 | 10140000040002 | Ladda upp en bild av detta fornminne |
| Västerstad 13:1 | Kvarn            |              | Västerstad, Skåne   |       | 55.777451, 13.679079 | 10140000130001 | Ladda upp en bild av detta fornminne |

## Äspinge
| Namn         | Lämningstyp             | Tillkomsttid | Historisk indelning | Plats | Läge                     | ID-nr          | Bild                                 |
| ------------ | ----------------------- | ------------ | ------------------- | ----- | ------------------------ | -------------- | ------------------------------------ |
| Äspinge 4:1  | Gravfält                |              | Äspinge, Skåne      |       | 55.860746, 13.719364     | 10141400040001 | Ladda upp en bild av detta fornminne |
| Äspinge 6:1  | Husgrund, historisk tid |              | Äspinge, Skåne      |       | 55.88440556, 13.76722222 | 10141400060001 | Ladda upp en bild av detta fornminne |
| Äspinge 25:1 | Hällristning            |              | Äspinge, Skåne      |       | 55.864746, 13.735134     | 10141400250001 | Ladda upp en bild av detta fornminne |
| Äspinge 60:1 | Stensättning            |              | Äspinge, Skåne      |       | 55.878750, 13.705877     | 10141400600001 | Ladda upp en bild av detta fornminne |
| Äspinge 101  | Stensättning            |              | Äspinge, Skåne      |       | 55.897598, 13.736673     | 12000000059129 | Ladda upp en bild av detta fornminne |

## Östra Sallerup
| Namn                              | Lämningstyp  | Tillkomsttid | Historisk indelning   | Plats | Läge                 | ID-nr          | Bild                                      |
| --------------------------------- | ------------ | ------------ | --------------------- | ----- | -------------------- | -------------- | ----------------------------------------- |
| Trollakull (Östra Sallerup 2:1)   | Stensättning |              | Östra Sallerup, Skåne |       | 55.807311, 13.773745 | 10142500020001 | Ladda upp en bild av detta fornminne      |
| Klacks backe (Östra Sallerup 4:1) | Hög          |              | Östra Sallerup, Skåne |       | 55.803208, 13.732548 | 10142500040001 | Ladda upp en till bild av detta fornminne |

## Östraby
| Namn                    | Lämningstyp      | Tillkomsttid | Historisk indelning | Plats | Läge                 | ID-nr          | Bild                                 |
| ----------------------- | ---------------- | ------------ | ------------------- | ----- | -------------------- | -------------- | ------------------------------------ |
| Östraby 9:1             | Stensättning     |              | Östraby, Skåne      |       | 55.760904, 13.702441 | 10142900090001 | Ladda upp en bild av detta fornminne |
| Östraby 9:3             | Stensättning     |              | Östraby, Skåne      |       | 55.760716, 13.702483 | 10142900090003 | Ladda upp en bild av detta fornminne |
| Östraby 9:4             | Hällristning     |              | Östraby, Skåne      |       | 55.760800, 13.702532 | 10142900090004 | Ladda upp en bild av detta fornminne |
| Östraby 13:1            | Begravningsplats |              | Östraby, Skåne      |       | 55.754896, 13.727269 | 10142900130001 | Ladda upp en bild av detta fornminne |
| Hallsrör (Östraby 15:1) | Hög              |              | Östraby, Skåne      |       | 55.762310, 13.715180 | 10142900150001 | Ladda upp en bild av detta fornminne |
| Drakarör (Östraby 55:1) | Hög              |              | Östraby, Skåne      |       | 55.745767, 13.650299 | 10142900550001 | Ladda upp en bild av detta fornminne |
| Våråsrör (Östraby 68:1) | Hög              |              | Östraby, Skåne      |       | 55.753142, 13.709804 | 10142900680001 | Ladda upp en bild av detta fornminne |